# دافيدكا
دافيدكا (داوود الصغير أو صنع بواسطة داوود) هي هاون إسرائيلية منزلية الصنع استخدمت في صفد والقدس خلال حرب فلسطين 1947-1949. قيل إن قنابلها عالية الصوت للغاية، لكنها غير دقيقة للغاية وليست ذات قيمة تذكر بخلاف تخويف المعارضين؛ أثبتت أنها مفيدة بشكل خاص في تخويف كل من الجنود والمدنيين العرب. صُنف حسب الاسم على أن مدفع هاون 3 بوصات (76.2 ملم)، على الرغم من أن القنبلة كانت أكبر بكثير.

## اصل الكلمة
سمي "داووديكا" ("داوود الصغير" أو "صنع بواسطة داوود" ") على اسم مخترعها، داوود ليبوويتش، على الرغم من أن الاسم أيضًا مجازي الا أنه قد أثار معركة الكتاب المقدس داوود وجالوت (صموئيل الأول الفصل 17) في عام 1948، حيث شعرت القوات الدفاعية لدولة إسرائيل بأنها تقاتل ضد الجيش "العملاق" الذي تم تدريبه والتحكم به بواسطة بريطانيا. وهو جيش عربي محترف من بين الكثير من الجيوش، ولذلك شعروا أن الاستعارة مناسبة.

## التاريخ
تم تصميم الهاون في مدرسة ميكفه الإسرائيلية الزراعية في حولون في شتاء 1947-1948. استخدم لأول مرة في القتال في 13 مارس / آذار 1948، في الهجوم على حي أبو كبير في يافا. كان أعظم انتصار منسوب إلى داووديكا هو تحرير القلعة، وهي نقطة قوة في وسط صفد، ليلة 9-10 مايو عام 1948.

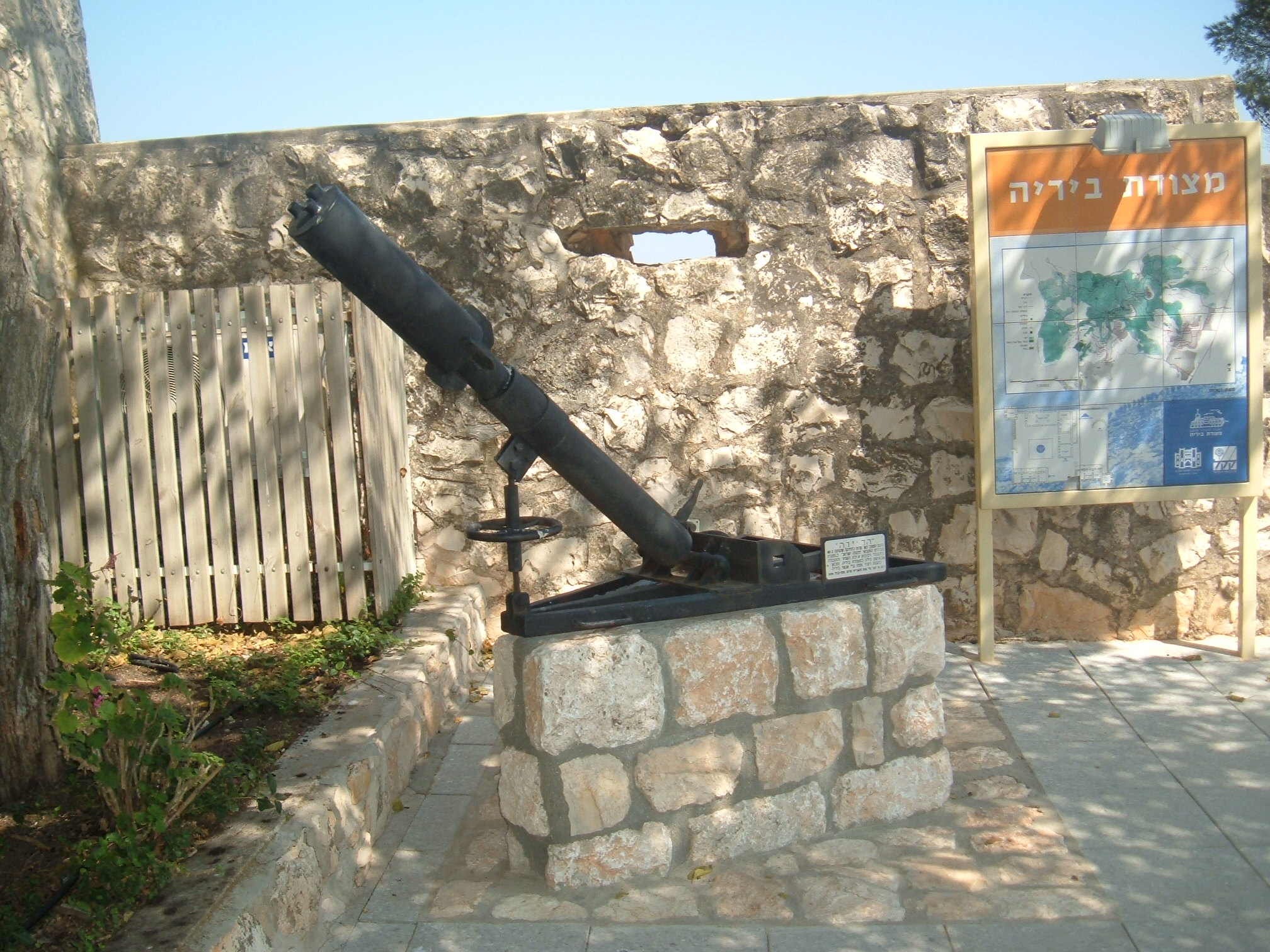
دافيدكا في قلعة بيريا

تم تصنيع ستة مدافع دافيدكا، وتم إعطاء اثنين لكل من بلماح الثلاثة اللواء («هاريل»، «يفتاح»، «هنيغف»). أحدها استخدم من قبل لواء يفتاح في معركة صفد، وهو موجود في ساحة صفد إلى الآن. يقف آخر في ساحة دافيدكا في القدس، لإحياء ذكرى مشاركة هارئيل في معركة القدس. والعبرية المنقوشة على النصب التذكاري ("וגנותי על-העיר הזאת، להושיעה") هي بواسطة 2 ملوك 19:34، وتعني «لأني ادافع عن هذه المدينة لإنقاذها» (حيث ينقذ الله القدس بأعجوبة تكريما ل الملك داود، الاسم نفسه للسلاح).

## الخصائص

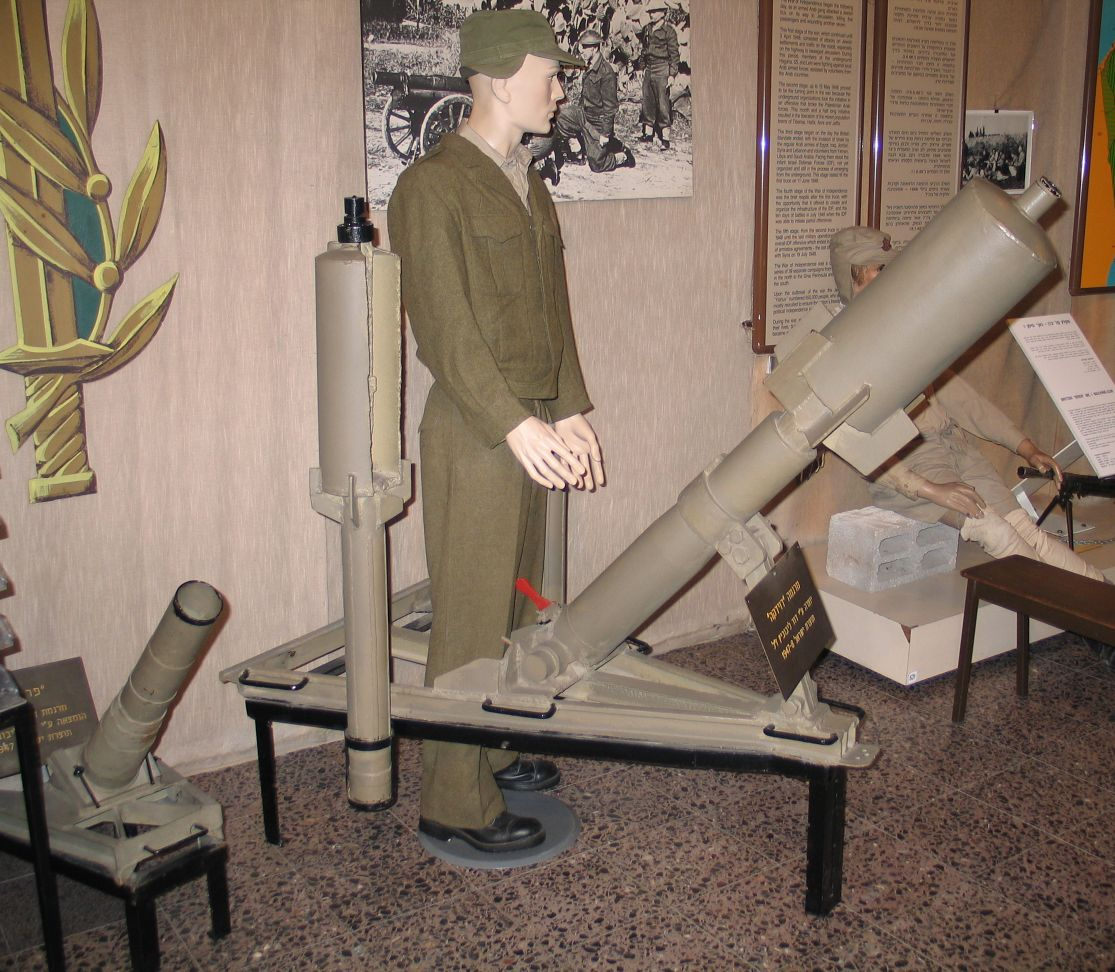
متحف باتي حاؤوسيف يعرض قذيفة هاون دافيدكا مع قطع قذيفة مدفعية على يسار التمثال

سر دافيدكا كان وزنها الثقيل 40 كجم (88 رطل)، والتي كانت أكبر بكثير من الهاون الذي أطلقت منه. في قذائف الهاون التقليدية، يتم إدخال القنبلة في الأنبوب وتنتقل القذيفة بالكامل عبر الأنبوب للحصول على التوجيه الأولي في وقت الإطلاق. الأنبوب الخلفي للداووديكا هو الجزء الوحيد من الغلاف الذي يمكن وضعه داخل أنبوب الإطلاق. ساهم هذا في انتشار السمعة السيئة للسلاح على انه عديم الدقة، حيث افتقرت القذيفة إلى التوجيه الكافي أثناء مرحلة الإطلاق لاكتساب الديناميكية الهوائية الاستقرار في الاتجاه المقصود. إنها ليست هاون (سلاح) # سدادة مدفع الهاون، أيضًا؛ في الهاون ذي السدادة، يكون «البرميل» عبارة عن قضيب توجيه يتم إدخاله «داخل» حجرة دافع القذيفة. غرفة دافع داووديدكا تنفجر داخل أنبوب الهاون (برميل) كما هو الحال مع الهاون التقليدي، لكن 3 بوصات (76.2 ملم) عيار برميل أصغر بكثير من عيار الرأس الحربي للقنبلة. لذلك فهي عبارة عن مدفع هاون تقليدي كبير الحجم، حيث تظل معظم القنبلة، وخاصة مركز الجاذبية الذي يبقى خارج البرميل ومدش؛ تصميم غير مستقر من الناحية الديناميكية الهوائية، والذي لن يعمل إلا على الإطلاق بسبب مركز الضغط الذي لا يزال داخل البرميل. كان رأس القنبلة في الأساس عبارة عن علبة كبيرة مملوءة بالمسامير أو الصخور أو أي مادة أخرى يمكن استخدامها للشظايا. وهذا يعني أن تأثيرات انفجار السلاح كانت عشوائية تمامًا وفعالية مشكوك فيها كسلاح مضاد للأفراد. لم يكن لها أي قيمة عملية لقتال الحصار أو لأغراض المدفعية الخفيفة الأخرى، ولكنها أحدثت ضجة كبيرة.

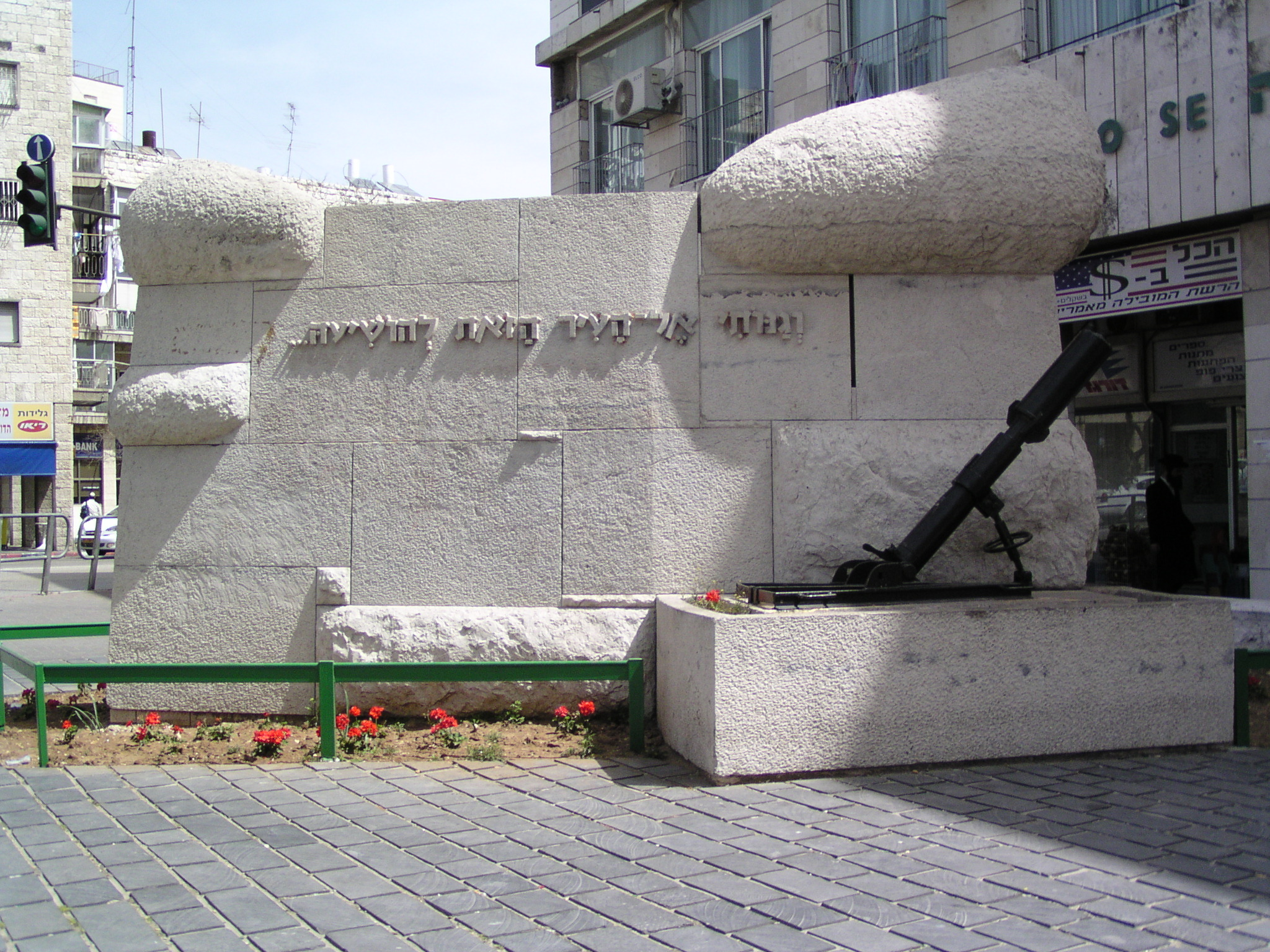
نصب دافيدكا التذكاري في ساحة دافيدكا، القدس

تم لحام قطع صغيرة من المعدن والأنابيب على السطح الخارجي للغلاف، مما قلل من دقة السلاح بدرجة أكبر من تصميمه غير الديناميكي الهوائي بالفعل، ولكنه ساهم بشكل كبير في زيادة الصفارات والصرخات التي يصدرها أثناء الطيران. كان الضجيج أهم تأثير له، بحيث يسمع أي شخص هاجمته قذيفة هاون داووديدكا صوت القذيفة وكأنها تسقط بالقرب منهم قبل أن تنفجر بصوت عالٍ جدًا، مما يزيد من عامل الخوف. تخلى العرب عن العديد من حصونهم أثناء الحرب كنتيجة مباشرة لهذا الخوف العميق: قصة واحدة تروي ذلك، بعد أن قيل لهم أن العديد من مؤيدي ومصممي القنبلة الذرية الأمريكية كانوا يهودًا (على سبيل المثال،  أينشتاين و أوبنهايمر، اعتقد العرب أنهم تعرضوا لهجوم أسلحة ذرية وبالتالي هجروا منازلهم. كان هذا صحيحًا بشكل خاص في تحرير صفد.
تم استخدام دافيدكا في معارك الاستيلاء على حيفا عام 1948، عين زيتون، صفد وبدو. وبحسب المؤرخ الفلسطيني وليد الخالدي، فإن دافيدكا حملت قنبلة تزن 60 رطلاً. وتسببت بالخوف والذعر عند استخدامها في المناطق السكنية.

## نسخة الثوار السوريين
في مقطع فيديو في مايو 2013، تُظهر أول صورة ثابتة على صفحة العنوان نسخة مفاهيمية من DAVIDKA صنعها الثوار السوريون، ولكن بأجنحة أكبر وقد تمت إضافة غاز البروبان السائل لتعزيز تأثير الحمولة شديدة الانفجار.